# Après le silence
 (mars 2025).
Si vous disposez d'ouvrages ou d'articles de référence ou si vous connaissez des sites web de qualité traitant du thème abordé ici, merci de compléter l'article en donnant les références utiles à sa vérifiabilité et en les liant à la section « Notes et références ».
Pour plus de détails, voir Fiche technique et Distribution.
Après le silence (Follow the Stars Home) est un téléfilm français réalisé par Jérôme Cornuau et diffusé en 2022.

## Synopsis
Une femme dépose plainte contre son ex-mari pour de multiples viols conjugaux.

## Fiche technique
- Réalisation : Jérôme Cornuau
- Scénario : Raphaëlle Roudaut
- Durée : 90 minutes
- Pays :  France

## Distribution
- Caroline Anglade : Marina Delaunay
- Noam Halegua : Tom
- Clovis Cornillac : Grégory Pasteur
- Alice David : Chloé Belvaux
- Sophie Barjac : Hélène Delaunay
- Samira Lachhab : Samia
- Farid Bentoumi : Karim
- Rémi Pedevilla : Julien
- Islem Adbelli : Ilyès
- Diane Robert : Avocate association
- Philippe Levy : Gardien de la paix
- Marly Capitta : Jeanne
- Flora Bourne-Chastel : Hôtesse d'accueil
- Léo Rosset : Animateur école